# August von Harling
August Carl Otto von Harling (* 20. Oktober 1840 in Lüchow, Wendland; † 15. Januar 1886 in Bleckede) war ein deutscher Verwaltungsbeamter.

## Leben
August von Harling war Sohn des Amtmanns Carl Ludwig Christoph von Harling (1805–1882). Er besuchte das Pädagogium in Ilfeld und studierte an der Georg-August-Universität Göttingen. 1861 wurde er Mitglied des Corps Bremensia Göttingen. Nach dem Studium trat er in den preußischen Staatsdienst ein. Er wurde 1863 Rechtskandidat in Hildesheim, später Auditor in Lüchow, 1864 in Medingen, Lehe und wieder Lüchow, 1868 Amtsassessor und Polizeiverwalter in Zellerfeld, 1865 Regierungsassessor in Danzig und Hilfsarbeiter beim Landratsamt in preuß. Stargard, 1870 in Beuthen. 1871 wurde er mit der Verwaltung des Amts Hachenburg (Nassau) beauftragt. 1872 wurde er Amtmann in Selters, 1877 Amtshauptmann des Amtes Bleckede. Am 1. April 1885 wurde er erster Landrat des aus den Ämtern Bleckede und Neuhaus neu gegründeten Landkreises Bleckede. Das Amt hatte er bis zu seinem frühen Tod 1886 inne.